# Coccoderus sexguttatus
Coccoderus sexguttatus är en skalbaggsart som beskrevs av Waterhouse 1880. Coccoderus sexguttatus ingår i släktet Coccoderus och familjen långhorningar.
Artens utbredningsområde är Venezuela. Inga underarter finns listade i Catalogue of Life.